# Ceferino Giménez Malla

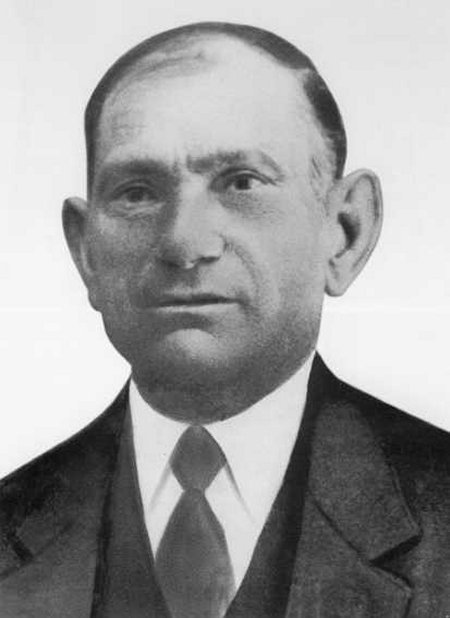
Ceferino Giménez Malla

Ceferino Giménez Malla, bekannt unter dem Beinamen „El Pelé“, auch Zephyrinus Giménez Malla (* 26. August 1861 in Benavent de Segrià, Provinz Lleida, Spanien; † 8. August 1936 in Barbastro, Spanien) war ein Märtyrer der Römisch-katholischen Kirche. Er war Angehöriger der Roma und wurde als erster seines Volkes 1997 seliggesprochen.

## Leben
Ceferino Giménez Malla stammte aus dem Volk der Calé, einer Untergruppe der Roma. Er war der Sohn von Josefa Malla und Juan Jiménez. Als junger Mann zog er mit seiner Sippe durch den Nordosten Spaniens und Südfrankreich. Das Nomadenleben erlaubte keine Schulbildung; er erlernte nie das Lesen und Schreiben, trotzdem galt er als sehr intelligent und naturliebend. Er wurde als Erwachsener getauft und heiratete 1912 im Alter von 51 Jahren die erblindete 53-jährige Romni Teresa Jiménez Castro, die in Lérida geboren war. Er ließ sich in Barbastro als Maultier-Händler nieder und wurde ein erfolgreicher Geschäftsmann. 1915 entwickelte sich eine tiefe Freundschaft zu Nicolas Santosa de Otto Escuerda. Der spätere Professor lehrte an der Universität von Saragossa Zivil- und Kirchenrecht. Cerefino und Nicolas reisten gemeinsam durch Spanien; hierdurch lernte er einige Honoratioren von Barbastro kennen, zu denen Anwälte, Politiker, Ärzte und Geschäftsleute zählten. Zu Beginn der 1920er Jahre wurde er in die Bruderschaft Archicofradia de los Jueves Eucarísticos (zu deutsch: Gemeinschaft der eucharistischen Donnerstage) aufgenommen. Zu ihren Mitgliedern gehörten die einflussreichsten Männer der Stadt. Sein Engagement und seine Hilfsbereitschaft führten dazu, dass er in den Stadtrat von Barbastro gewählt wurde. Ceferino stiftete Frieden innerhalb seiner Volksgruppe und half ihnen bei der Lösung von Problemen. Nach dem Tod seiner Frau intensivierte er sein geistliches Leben. In der Kirchengemeinde betätigte er sich als Katechet, Helfer in der Heiligen Messe, Chorleiter und förderte das Rosenkranzgebet. Seine Lebenseinstellung und sein offenes Herz brachten ihm die Anerkennung seiner Mitmenschen ein und der Bischof von Barbastro Emilio Jiménez schätzte seinen Rat.

## Martyrium
1926 trat er dem Dritten Orden der Dominikaner bei und nahm ab 1931 an den nächtlichen Anbetungsstunden teil. Während des Spanischen Bürgerkrieges (1936–1939) kam es zu folgenschweren Verfolgungen katholischer Priester durch die Republikaner, zu Verboten des öffentlichen Kirchganges und des Glockengeläuts. In dieser Zeit gewährte Ceferino einem Geistlichen Beistand und Zuflucht. Er wurde schließlich entdeckt, verhaftet und von einem Kommando zwischen dem 8. oder 9. August 1936 mit insgesamt 19 Priestern, Mönchen und katholischen Laien auf dem Friedhof von Barbastro erschossen. Zuvor hatte er jegliche Fluchthilfe untersagt. Mit einem Rosenkranz in der Hand verstarb er mit den letzten Worten „Es lebe Christus der König!“ Sein Leichnam wurde in einem anonymen Grab bestattet. Er wurde später exhumiert und an der Seite seiner 1922 verstorbenen Ehefrau beigesetzt.

## Kanonisation
Bischof Ambrosio Echebarria Arroita von Barbastro-Monzón trieb während seiner Amtszeit (1974–1999) die Einleitung der Kanonisation Mallas voran. Am 27. November 1993 wurde der Seligsprechungsprozess eingeleitet. Ceferino Giménez Malla wurde am 4. Mai 1997 von Papst Johannes Paul II. (1978–2005) als erster Roma seliggesprochen, der Gedenktag der katholischen Kirche wurde auf den 2. August gelegt.

## Legenden und Vermutungen
Nicht alle Lebensbeschreibungen und Fakten über Ceferino sind historisch belegt und nachgewiesen. Viele Angaben wurden von Aussagen seiner Verwandten, Bekannten und Priestern zu einem Lebensbild zusammengefügt. So sind sein Geburtsort und Geburtsdatum umstritten; nach einigen Quellen soll es Benavente de Segrià in der Provinz Lérida sein, während in anderen Angaben das Dorf Alcolea de Cinca in der Nähe von Barbostro in Huesca erwähnt ist. Auch das Jahr seiner Geburt ist mit 1861 oder 1865 umstritten. Während der Wanderzeit seiner Sippe soll er seinem Onkel beim Korbflechten geholfen haben. Zum Lebensunterhalt seiner Familie soll er als Betteljunge über die Dörfer gezogen sein. Die folgende Geschichte, die auf das Jahr 1919 zurückgeht, ist exemplarisch für Ceferinos Verhalten.

„Ein ehemaliger Bürgermeister, Rafael Jordán, war an Tuberkulose erkrankt und erlitt eines Tages auf seinen Reisen ins Ausland einen Anfall und Blut quoll aus seinem Mund. Trotz der großen Ansteckungsgefahr zögerte Ceferino keine Sekunde. Er nahm den ehemaligen Bürgermeister auf seinen Rücken, trug ihn heim und sprach beruhigend auf ihn ein. Für seine Tat genoss er die Bewunderung der gesamten Nachbarschaft. Jordáns Bruder Simón suchte später einmal Ceferino auf, um sich für seine Hilfe erkenntlich zu zeigen. Er bot ihm eine Reise nach Frankreich an; dort könne er billig Maultiere erwerben und sie gewinnbringend verkaufen. Kurze Zeit später machte sich Ceferino mit einer ziemlich großen Summe Geldes auf den Weg, und als der Handel vollzogen war, eilte er nach Hause zurück, nicht nur um Simón das geborgte Geld zurückzugeben, sondern auch um den Gewinn mit ihm zu teilen. Simón Jordán lehnte dieses großmütige Angebot dankbar ab.“

## Würdigung
40.000 Gläubige nahmen am 4. Mai 1997 auf dem Petersplatz in Rom an der Seligsprechung teil, in seiner Ansprache äußerte der Papst: „Der selige Ceferino Jiménez Malla säte Verständnis und Solidarität bei den Roma. Bei Konflikten trat er als Vermittler auf und stärkte die Beziehungen zwischen Roma und Nicht-Roma.“
Zum 150. Geburtstag und dem 75. Jahrestag seines Martyriums gedachte seiner Papst Benedikt XVI. (2005–2013) mit den Worten:

„Die Freundschaft mit dem Herrn hat diesen Märtyrer zu einem wahren Zeugen des Glaubens und der Liebe gemacht. Mit derselben Intensität, mit der er Gott verehrte und seine Gegenwart in jeder Person und in jedem Ereignis entdeckte, liebte der selige Ceferino die Kirche und ihre Hirten. Als Franziskanerterziar blieb er seiner Identität als Zigeuner, seiner ethnischen Zugehörigkeit und ihrer Geschichte treu. Nach der Tradition der Kalé verheiratet, beschloß er gemeinsam mit seiner Ehefrau, der Verbindung in der Kirche durch das Sakrament der Ehe Gültigkeit zu verleihen. Seine tiefe Religiosität fand Ausdruck in der täglichen Teilnahme an der heiligen Messe und im Rosenkranzgebet.“

In der Slowakei wurde 2008 das erste Gymnasium mit dem Namen des Seligen Ceferino Jimenez eingeweiht. Ebenfalls in der Slowakei, in Postarka bei Bardejov, steht die erste Kirche, die dem Patronat des Seligen Ceferino Jimenez Malla unterstellt ist.